# Гарольд Баррідж
Га́рольд Е́двін Ба́ррідж (англ. Harold Edwin Burrage, вимовляється [ˈbərij]; 30 березня 1931, Чикаго, Іллінойс — 26 листопада 1966, там само) — американський ритм-енд-блюзовий піаніст і співак.

## Біографія
Народився 30 березня 1931 року в Чикаго, штат Іллінойс. Син Леслі Беррейджа і Пенсаколи Гаднолл. Почав музичну кар'єру наприкінці 1940-х років як блюзовий співак у чиказькому районі Вест-сайд.
У 1950 році зробив свій дебютний запис «Hi-Yo Silver» на лейблі Decca з гуртом Гораса Гендерсона як акомпанемент. Записувася з Джиммі Бінклі на лос-анджелеському лейблі Alladin (1952). Потім два роки проходив службу в армії у Західній Німеччині. Записувався на чиказькому лейблі States (1954; разом з Волтером Гортоном) і Cobra/Vivid (1956–1958). У 1956 році прийшов на лейбл Cobra, де записав «You Eat Too Much» за участі гітариста Вейна Беннетта і басиста Віллі Діксона. Гітарист Джоді Вільямс взяв участь у записі наступної пісні «Messed Up», а на третьому синглі «Stop for the Red Light» на Cobra були застосовані звукові ефекти автокатастрафи. У рок-н-рольній «Betty Jean», його останньому синглі на Cobra, взяв участь гітарист Отіс Раш. У 1959 році перейшов на Vee-Jay, де записав місцевий хіт «Crying For My Baby». Як піаніст акомпанував Чарльзу Кларку на лейблі Artistic і Меджику Сему на Cobra. Записувався як соліст (1959–1965) і працював продюсером на лейблі M-Pac!/One-derful (1964–1966); Беррейдж допоміг розпочати кар'єру соул-співакам Отісу Клею і Тайрону Девісу. Найбільшим хітом для Берейджа стала записана на M-Pac! пісня «Got to Find a Way», яка у 1965 році посіла 31-е місце в чарті R&B Singles.
Помер 26 листопада 1966 року у віці 35 років від серцевої недостатності в Чикаго на задньому подвір'ї будинку Тайрона Девіса.

## Дискографія
- «One More Dance»/«You Eat Too Much» (Cobra, 1956)
- «Messed Up»/«I Don't Care Who Knows» (Cobra, 1957)
- «Stop for the Red Light»/«Satisfied» (Cobra, 1957)
- «She Knocks Me Out»/«A Heart (Filled with Pain)» (Cobra, 1958) з Віллі Діксоном
- «I Cry for You»/«Betty Jean» (Cobra, 1958)
- «What You Don't Know»/«Crying For My Baby» (Vee-Jay, 1959)
- «Great Day in the Morning»/«You K O'ed Me» (Vee-Jay, 1960)
- «Got to Find a Way»/«How You Fix Your Mouth» (M-Pac!, 1965)